# Леон Лаврисевич
Леон Лаврисевич (пол. Leon Laurysiewicz; 21 березня 1798, Пересоловичі — 14 червня 1854, Краків) — греко-католицький священник, філософ і богослов, доктор богослов'я, професор і ректор Ягеллонського університету (1843–1845).

## Життєпис
Народився 21 березня 1798 року в с. Пересоловичі, нині Грубешівський повіт Люблінського воєводства, Польща. Син греко-католицького священика і крилошанина греко-католицької Холмської катедри Миколи Лаврисевича та його дружини Катерини з дому Луценська. Навчався в середній школі Замостя та піярському колегіумі в Щебрешині. У 1816–1819 роках студіював у єпархіальній семінарії в Холмі, а в 1819–1822 роках на філософському і богословському факультетах Варшавського університету, де отримав ступінь магістра богослов'я. Прийнявши священичі свячення, пропрацював рік протоколістом в холмській консисторії і виїхав до Риму, де протягом 1823–1827 років був віце-прокуратором духовних справ греко-католицького обряду при церкві Мадонна дель Пасколо. Після повернення був секретарем холмських єпископів. В той час отримав титул почесного крилошанина холмської катедри. У 1832 році обійняв посаду вікарія греко-католицької парафії св. Норберта в Кракові, в 1834 році став її адміністратором, а в 1835 році настоятелем (парохом).
Одночасно Леон Лаврисевич працював на науково-педагогічній ниві в Ягеллонському університеті. 19 жовтня 1833 року отримав посаду заступника професора новоутвореної кафедри науки релігії, педагогіки та грецької мови на філософському факультеті. 20 лютого 1834 року відбувся захист докторської дисертації, що дав йому можливість стати завідувачем кафедри пасторального богослов'я, проповідництва, катехизму та дидактики богословського факультету. Леон Лаврисевич, будучи в науковій подорожі у Відні, Варшаві та Львові, ознайомився з методикою навчання глухонімих, проводив в рамках пасторального богослов'я в 1842/1843 — 1847/1848 навчальних роках безкоштовні лекції для охочих працювати в цій царині. В 1842–1843 роках навчальному році був візитатором шкіл Вільного міста Кракова. Як член Краківського товариства наук брав участь в 1839 році в підготовці нового статуту товариства та підручника для початкових шкіл. 17 липня 1843 року був обраний на два роки ректором Ягеллонського університету і одночасно став головою товариства. Єдина публікація Леона Лаврисевича — «Річний звіт з діяльності Товариства наук, що поєднане з Ягеллонським університетом». Інші дві праці, які ще були в рукописах «Історія Руської церкви» та переклад підручника для навчання глухонімих Францішка Чеха, згоріли в пожежі, що охопила Краків 1850 року.
Помер 14 червня 1854 року в Кракові, похований на Раковицькому цвинтарі